# Яромирка
Яроми́рка (Рукав-Смотрицький) — річка в Україні, в межах Хмельницького та Кам'янець-Подільського районів Хмельницької області. Права притока Смотричу (басейн Дністра).

## Опис
Довжина 26 км, площа водозбірного басейну 163 км². Річка рівнинного типу, місцями з кам'янистим дном і перекатами. Долина вузька і порівняно глибока (в середній та нижній течії), місцями каньйоноподібна. Річище слабозвивисте. Споруджено кілька ставків (у верхній течії) та водосховище (в селі Скіпче). 

## Розташування
Яромирка бере початок на північний захід від села Мала Яромирка. Тече в межах Придністровської височини спершу на південний схід, далі — на південь. Впадає до Смотрича на південь від центральної частини смт Смотрич. 

## Притоки
- Річка без назви - права притока. Бере початок у селі Залісся. Тече переважно на південний схід і впадає в Яромирку на південно-східній околиці села Сирватинці. Довжина річки 10 км, площа басейну водозбору 30,4 км².[1]

- Річка без назви - права притока, яка протікає в межах Чемеровецької селищної громади. Бере початок на північно-західній околиці села Вишнівчик. Тече переважно на південний схід через села Завадівку, Діброву і впадає в Яромирку на північно-західній стороні від села Ріпинці. Довжина річки 17 км, площа басейну водозбору 52,2 км.[2][3]